# Cray-3
Il Cray-3 era un supercomputer prodotto dalla Cray Research e successore del supercomputer Cray-2. Il sistema era la prima applicazione estesa dell'arseniuro di gallio (GaAs) nel campo dei computer. Il progetto non fu un successo dato che fu venduto un solo Cray-3. Seymour Cray pose fine al progetto dopo la realizzazione del primo esemplare per concentrarsi sul Cray-4 ma morì in un incidente stradale prima di poterlo terminare.

## Il progetto
Lo sviluppo del sistema iniziò alla fine degli anni 1980 nel nuovo laboratorio Cray a Colorado Springs. Lo sviluppo non venne svolto nella sede principale di Chippewa Falls per evitare sovrapposizione di potere tra i manager della società e Cray. 
Cray decise di affrontare il problema della velocità su tre fronti. Decise di incrementare le unità di elaborazione attivate in parallelo, decise di ridurre la dimensione del package tra i vari componenti per ridurre i tempi di transito dei segnali e decise di incrementare la velocità di clock grazie all'utilizzo di componenti più veloci. Il Cray-3 usò un innovativo package 3D per incrementare la densità dei componenti e ridurre la lunghezza dei collegamenti, Cray seguì questa strada dato che riteneva che ci fossero margini di miglioramento in questa direzione. Comunque la riduzione della lunghezza dei collegamenti non era sufficiente per ottenere l'incremento di prestazioni di dieci volte richiesto da Cray.
Il Cray-2 aveva spinto al limite la tecnologia dei semiconduttori basati sul silicio, il Cray-2 aveva un periodo di clock di 4,1 ns (244 MHz), e pur con i miglioramenti della tecnologia dei semiconduttori non sembrava possibile spingere la frequenza di funzionamento oltre il doppio di quella del Cray-2. Cray decise di utilizzare l'arseniuro di gallio dato che questo semiconduttore forniva velocità di commutazione molto maggiore di quella del silicio e dissipava meno potenza, quindi avrebbe permesso di usare dispositivi di dissipazione più semplici e quindi economici. 
A quell'epoca le fabbriche di semiconduttori basate sull'arseniuro di gallio non erano in grado di fornire la tecnologia necessaria per lo sviluppo di un supercomputer e quindi Cray decise che era ora meglio investire nella creazione di una propria fabbrica che avrebbe sviluppato la tecnologia necessaria. Cray quindi fondò la GigaBit Logic per lo sviluppo della tecnologia dell'arseniuro di gallio. Questa era una scelta molto rischiosa dato che se il progetto Cray-3 non avesse avuto successo, Cray si sarebbe trovato con una fabbrica interna senza sbocchi ma che l'azienda avrebbe dovuto pagare comunque. Inoltre se la fabbrica non fosse stata in grado di rispettare le specifiche il progetto Cray-3 sarebbe fallito. 

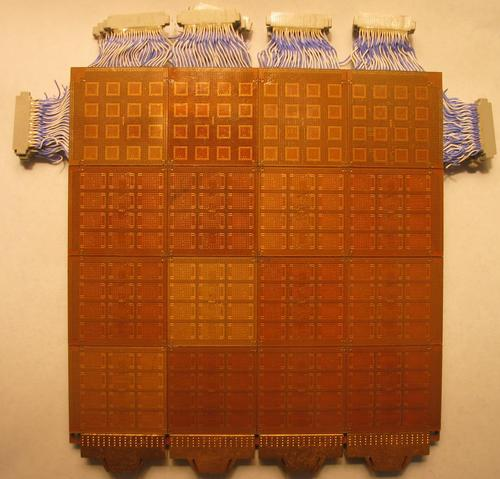
Tipico modulo 4×4 formato dall'unione dei singoli moduli contenenti 16 chip (4×4), il modulo ha quattro livelli. I connettori laterali servano per fornire l'alimentazione. Courtesy [http://bobodyne.com/web-docs/robots/cray3/index.html Alan Kilian

Il progetto Cray-2 non era stato un enorme successo e in quel momento l'azienda stava sviluppando anche il Cray Y-MP e quindi i manager della società decisero di porre il progetto Cray-3 in bassa priorità di sviluppo. Non era la prima volta che Cray si trovava in disaccordo con i manager della società per cui lavorava e come in passato Cray decise di fondare una propria società, la Cray Computer Corporation, sostenuta in buona parte dagli ordinativi del suo maggior cliente, la NCAR.
Come i progetti precedenti il nucleo del Cray-3 consisteva in molti moduli, ogni modulo conteneva diversi circuiti integrati racchiusi in un unico contenitore. Per incrementare la densità i singoli circuiti GaAs non erano racchiusi in un packgage ma erano montati direttamente sulla scheda tramite collegamenti ultrasottili in oro. Ogni scheda era separata dalle altre schede da un foglio sottile di materiale isolante opportunamente forato in corrispondenza dei fili. Le singole schede erano impilate e i fili fungevano da collegamento, quindi la struttura degli integrati era tridimensionale. In sostanza ogni modulo formato da 4 × 4 chip GaAs veniva impilato con altri moduli identici e poi al lato dei moduli erano presenti dei collegamenti per gli altri moduli in modo da creare schede formate da 4 × 4 moduli (16 × 16 chip GaAs). Una struttura simile venne utilizzata anche nel Cray-2 ma nel Cray-3 dai moduli 16 × 16 uscivano direttamente i fili per collegare gli altri moduli. Nonostante tutto, la densità degli integrati era bassa per lo standard degli anni 1990, i moduli avevano una densità di circa 100 porte logiche per pollice quadrato.
Trentadue moduli erano collegati dai fili laterali e sorretti da un contenitore di alluminio chiamato brick. Un brick formava un processore e veniva immerso in un bagno di fluorinert per raffreddare il tutto, come nel Cray-2. Un sistema formato da quattro processori dissipava 88 kW di potenza. L'intero sistema formato da quattro processori occupava lungo e largo circa 50 centimetri e profondo circa 60 centimetri. I processori erano montati nella parte superiore di un armadietto di 1×1×1,2 metri, sotto i processori si trovava la memoria e poi il gruppo di alimentazione e il sistema di refrigerazione. Considerando il tutto il Cray-3 era molto più piccolo del Cray-2 e già il Cray-2 era considerato un supercomputer molto compatto.

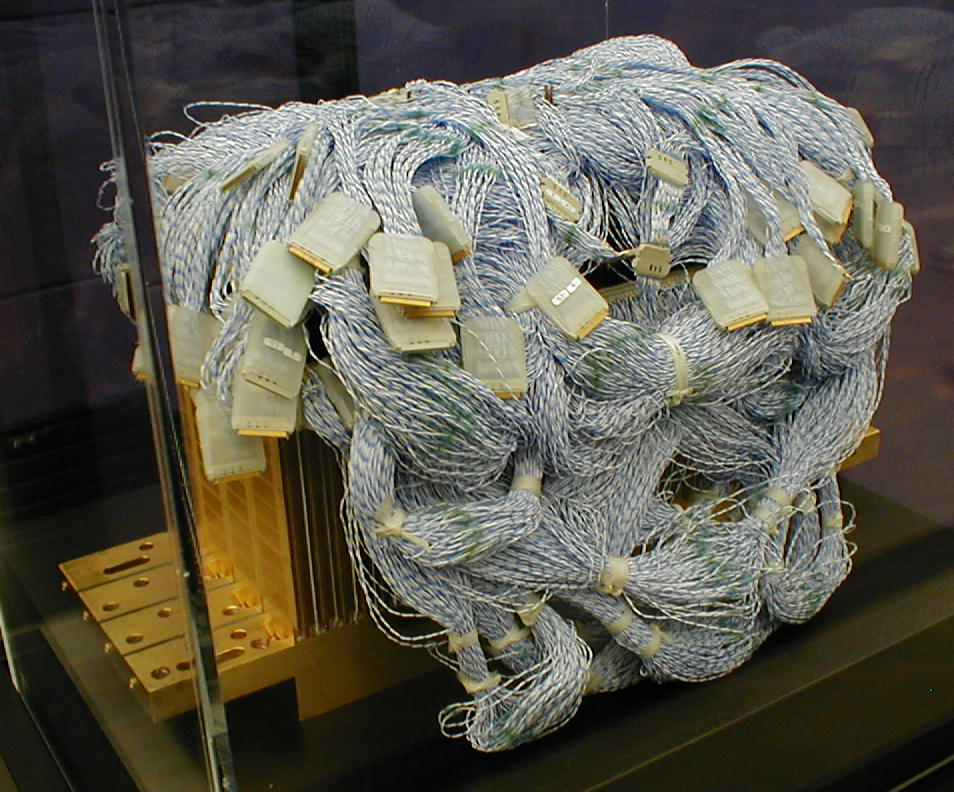
Processore completo. Il modulo è visibile entro la matassa di fili ed è montato verticalmente.

Il periodo di clock dei processori era di 2,11 ns, o 474 MHz, e ogni processore generava circa 0,948 Giga FLOPS e un sistema completo formato da 16 processori generava circa 15,17 Giga FLOPS. Le alte prestazioni del sistema erano merito anche dell'accesso alla memoria estremamente rapido, ogni processore poteva accedere alla memoria principale con una banda di 8 GB/s.
Lo sviluppo del sistema si protrasse per più del previsto e il primo sistema venne consegnato alla NCAR solo nel maggio 1993. Sebbene il progetto originale prevedesse una macchina da 1 a 16 processori, la NCAR chiese una macchina a 4 processori con 128 Mparole (64 bit a parola quindi 6 GB) di memoria principale. In produzione si scoprì che i processori erano affetti da un bug nell'istruzione della radice quadrata e che uno dei quattro processori non funzionava correttamente. I componenti per risolvere i problemi furono sviluppati ma a quanto pare non consegnati. NCAR non pagò la macchina e la CCC fallì nel 1995 dopo aver speso 300 milioni di dollari nello sviluppo del Cray-3. La macchina NCAR fu dismessa ufficialmente il giorno dopo la consegna; due processori furono rimossi e la macchina fu comunque utilizzata per un certo periodo in modo informale. 
Sette processori furono prodotti per il Cray-3 (i processori vennero prodotti per le macchine con due processori principalmente) anche se fu consegnata solo una macchina. Tre dei processori furono utilizzati per il progetto del Cray-4, in sostanza un'evoluzione del Cray-3 con 64 processori veloci in grado di funzionare a 1 GHz (periodo di clock di 1 ns). Un processore fu utilizzato per il progetto Cray-3/SSS.
Il fallimento del progetto Cray-3 non sembra dovuto alla macchina in sé. I problemi del Cray-3 erano stati risolti e la macchina offriva buone prestazioni rapportate al suo costo. Il suo fallimento si può ricondurre al mutato clima politico. Il crollo del patto di Varsavia e quindi la fine della guerra fredda aveva portato a ridimensionare il bilancio della difesa statunitense e quindi il mercato dei supercomputer aveva subito un brusco crollo. Inoltre le società private preferivano acquistare sistemi basati su macchine parallele, sistemi più economici e configurabili sebbene più legati alla possibilità di parallelizzare il codice. L'era dei sistemi basati su pochi processori molto veloci in sostanza sembrava volta al termine. Il fallimento del Cray-3 ebbe ripercussione dell'intero mercato dei semiconduttori basati sull'arseniuro di gallio e si ritiene che se la guerra fredda non fosse terminata molte macchine avrebbero potuto essere basate sull'arseniuro di gallio.